# Cordillera de Chichas
Cordillera de Chichas är en bergskedja i Bolivia.   Den ligger i departementet Potosí, i den södra delen av landet, 190 km sydväst om huvudstaden Sucre.
Omgivningarna runt Cordillera de Chichas är i huvudsak ett öppet busklandskap. Runt Cordillera de Chichas är det mycket glesbefolkat, med 2 invånare per kvadratkilometer.